# Nina Dorthea Terjesen
Nina Dorthea Terjesen (ur. 14 listopada 1988) – norweska motorowodniaczka, obecnie startująca w klasie T400, dwukrotna wicemistrzyni Europy w klasie JT250 (Jurmała 2003 i Szczecin 2004), mistrzyni Norwegii oraz rekordzistka świata w tejże klasie (69,17 km/h, Öregrund 2003). Startuje od 2002 roku, jest wnuczką Odda Terjesena, założyciela Winrace Propellers AS. Dwukrotnie wygrywała konkurs Queen of Powerboat (2005 i 2006) na najsympatyczniejszą motorowodniaczkę świata.
W 2006 roku rozpoczęła z powodzeniem karierę fotomodelki. Zajmuje się także dziennikarstwem oraz fotografiką. Posiada własną firmę grafiki komputerowej.